# Tachopteryx thoreyi
Tachopteryx thoreyi – gatunek ważki z rodziny Petaluridae; jedyny przedstawiciel rodzaju Tachopteryx. Występuje w Ameryce Północnej – wyłącznie we wschodniej połowie USA.